# Scoliopteryx aksuana
Scoliopteryx aksuana är en fjärilsart som beskrevs av Leo Andrejewitsch Sheljuzhko 1955. Scoliopteryx aksuana ingår i släktet Scoliopteryx och familjen nattflyn. Inga underarter finns listade.